# Maison natale de Blaise Pascal
La maison natale de Blaise Pascal est un bâtiment composé de deux hôtels particuliers transformés par la suite en immeubles et aujourd'hui détruits, situé à proximité immédiate de la cathédrale  de  Clermont-Ferrand, dans le Puy-de-Dôme. Blaise Pascal (1623-1662), mathématicien, inventeur, philosophe, y est probablement né et y passe son enfance entre 1623 et 1631. Un premier immeuble est détruit en 1900, le second en 1930.

## Historique

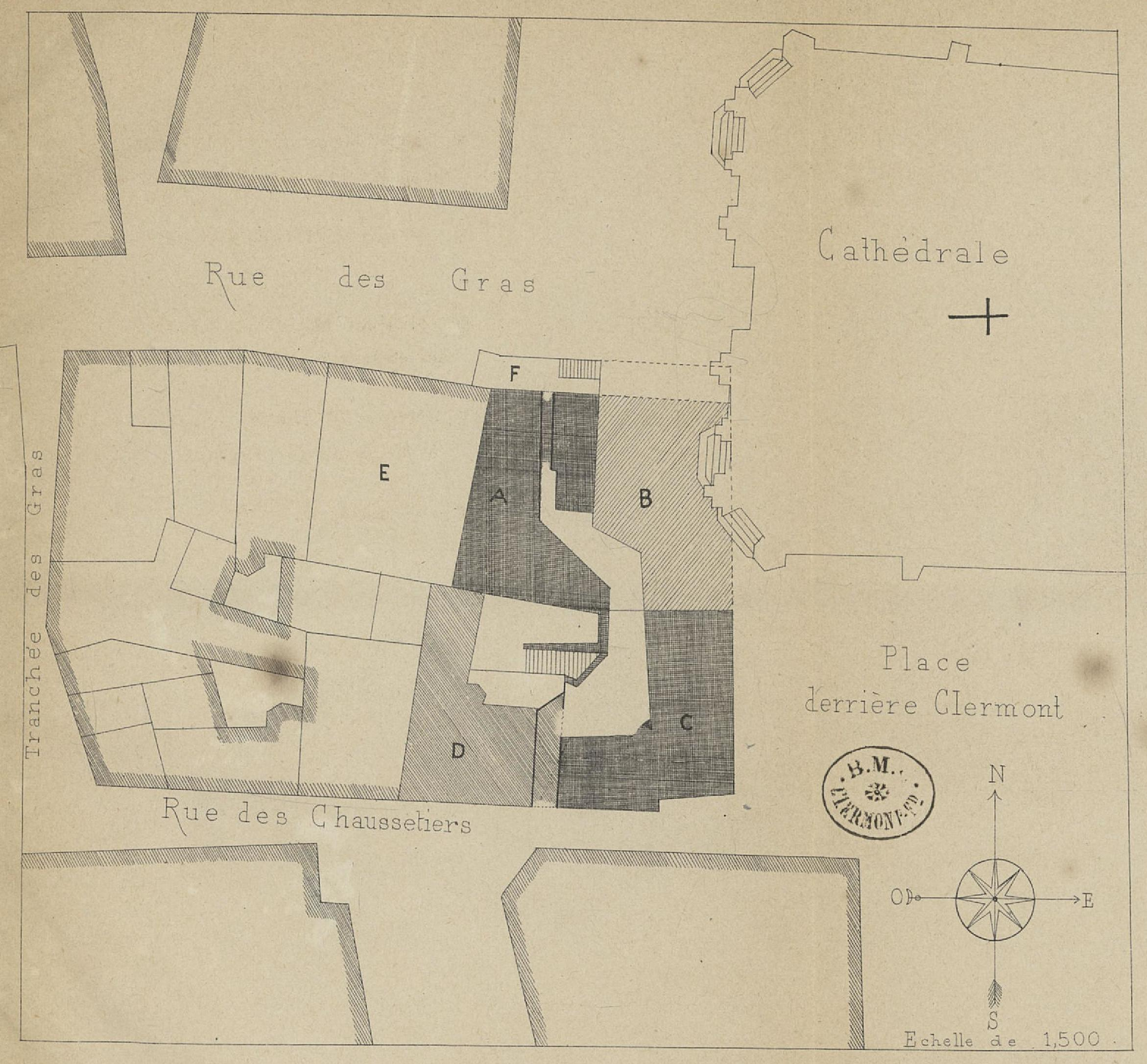
A et C : Maison Pascal (Cohendy et Dauzat) : B : Montorcier de Villars ; D : Chardon du Ranquet

Étienne Pascal, le père de Blaise, achète en 1614 l'hôtel de Langhac à Charlotte de Beaufort-Canillac, lui-même partie de l'hôtel de Vernines occupé du temps de Pascal par les familles Montorcier de Villars et Chardon du Ranquet : Amable Montorcier occupe la partie nord-est de l'hôtel et Chardon du Ranquet la partie sud-ouest ; les deux autres parties sont les immeubles nommés au dix-neuvième siècle Cohendy qui donne sur la rue des Gras et Dauzat donnant sur la rue des Chaussetiers (anciennement rue des Petits-Gras). Ils sont situés à proximité immédiate de la cathédrale, sur la butte de Clermont.
Blaise Pascal est probablement né à l'hôtel de Langeac, dans un de ces deux immeubles, et d'après Alexandre de Bellaigue de Bughas, dans la partie correspondant à la maison Cohendy. Mais peut-être est-il né dans un autre immeuble appartenant à son père situé sur la paroisse de Saint-Pierre, ou plus improbable, né dans un immeuble de la paroisse Saint-Pierre n’appartenant pas à son père.

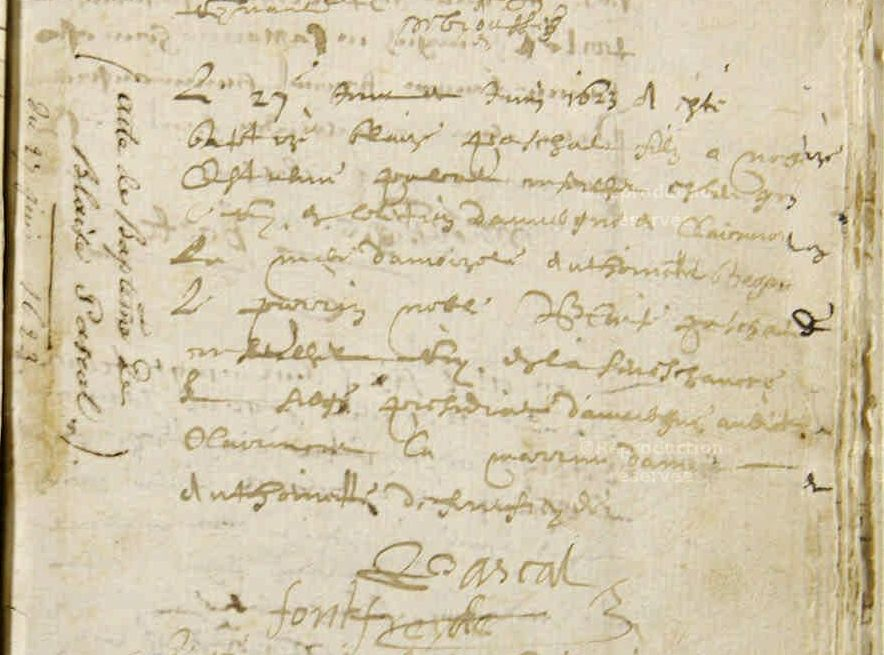
L'acte de baptême de Blaise Pascal à Clairmont (qui n'est pas encore devenue Clermont-Ferrand), dans le registre de la Paroisse Saint-Pierre

En 1631 Étienne Pascal quitte Clermont-Ferrand et s'installe à Paris avec ses enfants, Gilberte, Blaise et Jacqueline.

## Les démolitions
« Pour conserver le corps de logis qui est encore intact, un seul moyen : que la cathédrale renonce à son perron.
Pascal a fait d’autres sacrifices à la religion, le clergé peut bien sacrifier à Pascal une commodité dont on se passa jusqu’en 1886. »

— Maurice Barrès, Peut-on conserver la maison de Pascal ?
Les travaux d'agrandissement de la cathédrale, dirigés par Viollet-le-Duc, obligent la ville à élargir la voirie à l’angle sud-ouest. Le 10 décembre 1897, la ville acquiert l’immeuble Cohendy et la maison rue des Gras est démolie en 1900 pour permettre la construction du perron de la cathédrale. Le 12 mars 1914 la ville acquiert la maison rue des Chaussetiers, démolie en 1930.

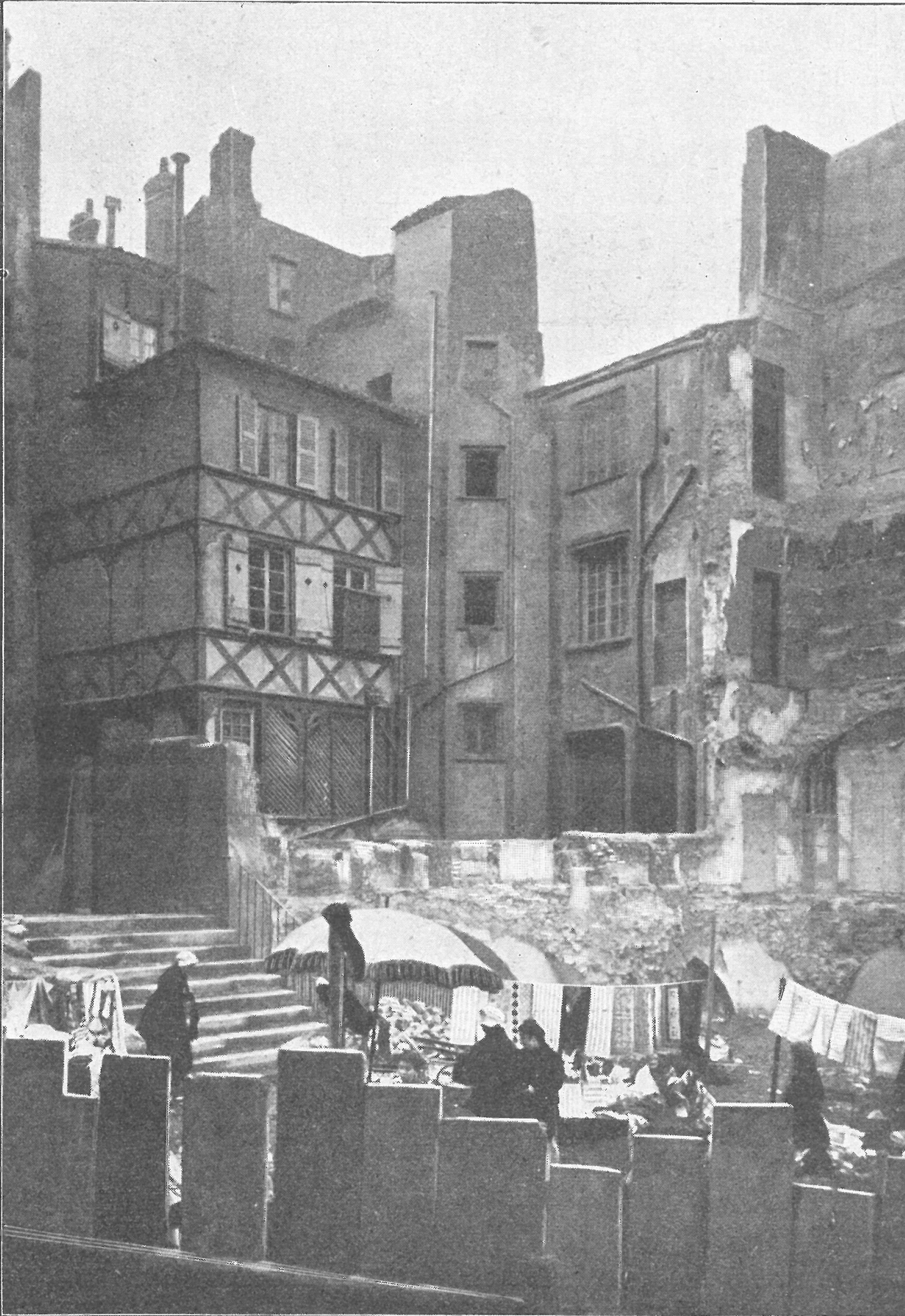
Le passage Vernines à la fin de la démolition de l'immeuble Cohendy, en 1900.
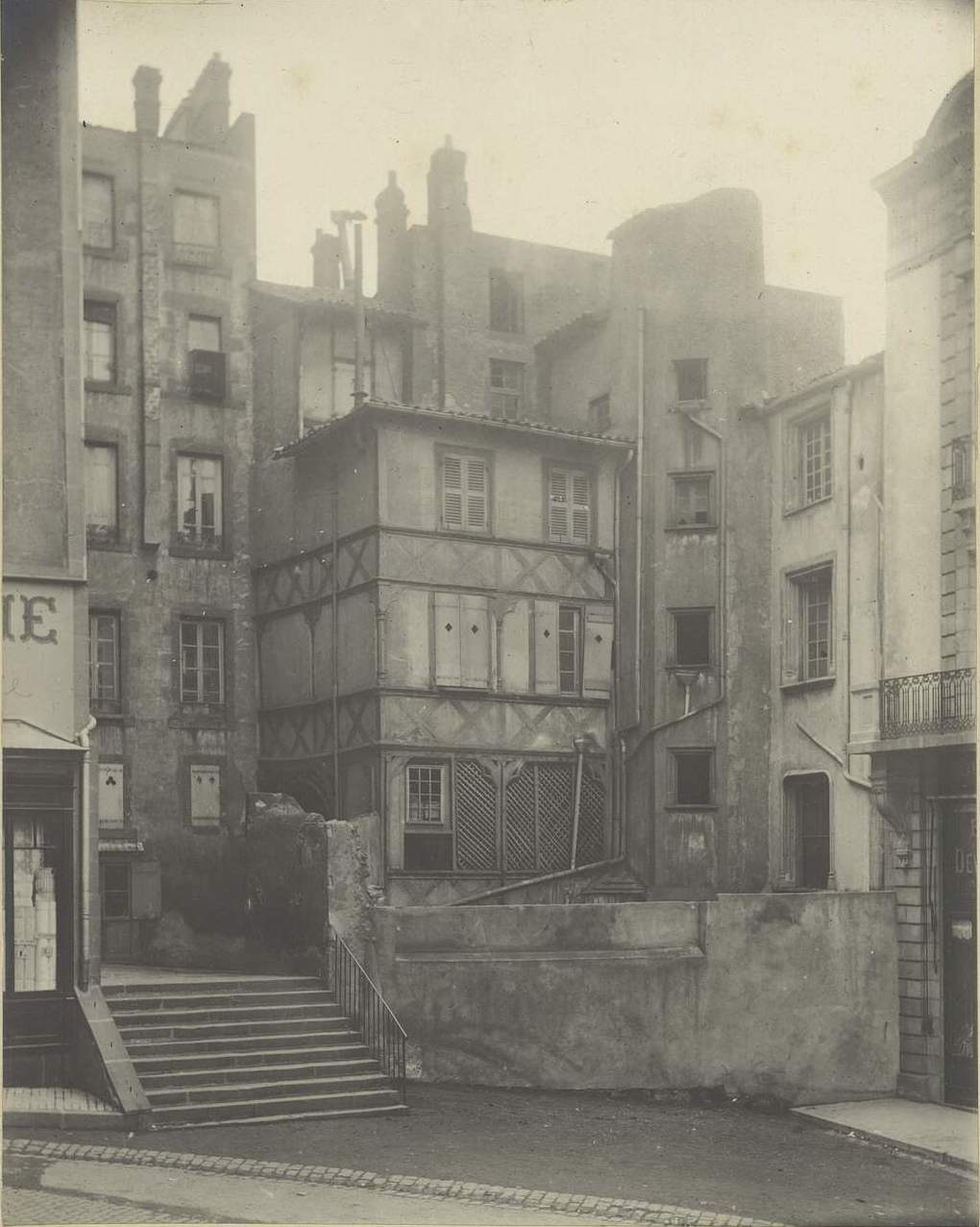
La maison à colombages Chardon du Ranquet peu après 1900, détruite en 1910.
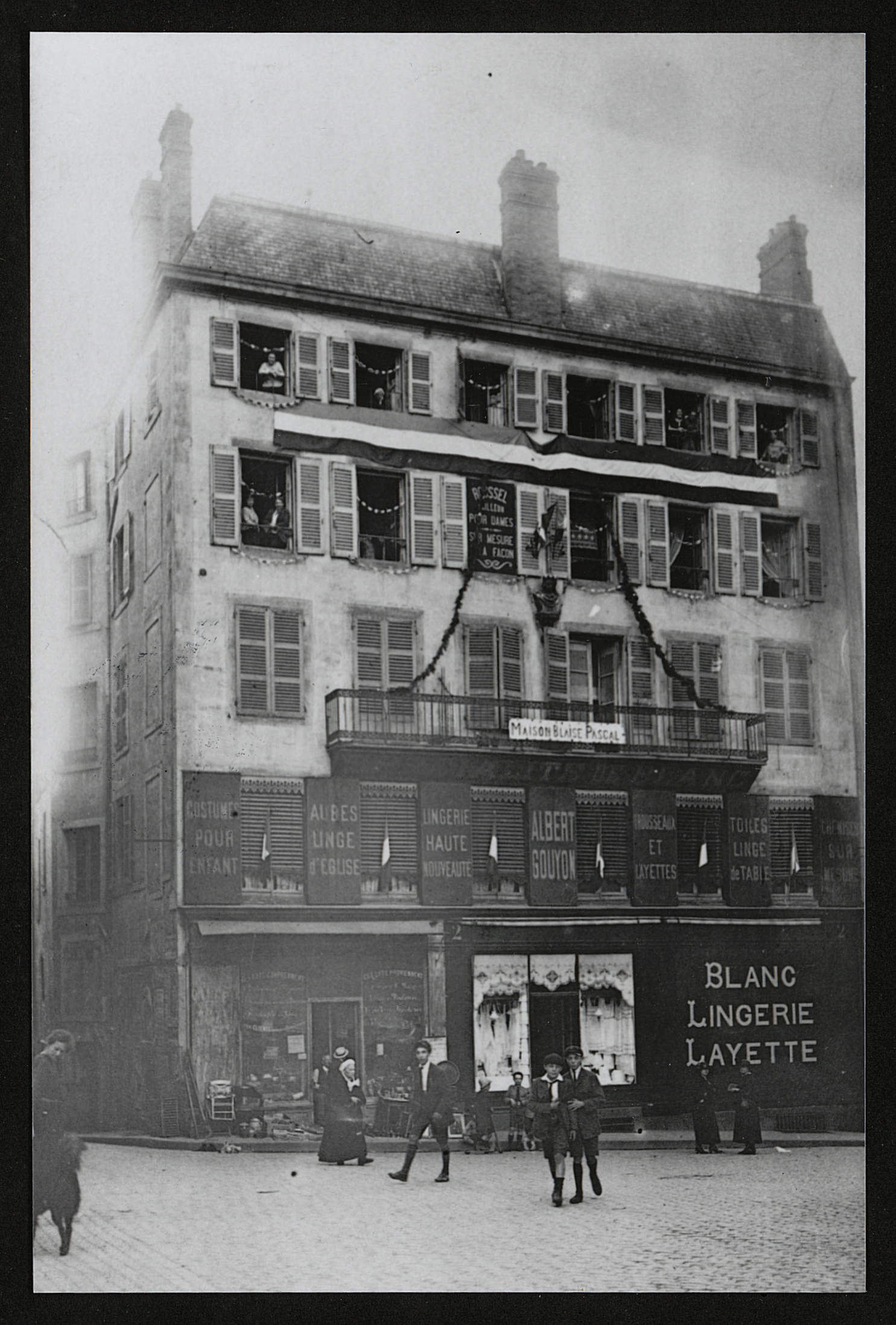
L'immeuble Dauzat en 1923, détruit en 1930.

## Hommages
- En 1962, pour le tricentenaire de sa mort, une dalle circulaire sculptée par Gustave Gournier fut installée pour signaler l'emplacement de la maison place Edmond-Lemaigre. Une plaque en bronze portant l'inscription « Ici s'élevait la maison natale de Blaise Pascal » était entourée d'un anneau périphérique en pierre de Volvic divisé en cinq segments égaux sculptés de bas reliefs : armes parlantes de la famille Pascal (l'agneau pascal); façade de la maison détruite ; figures géométriques et arithmétiques (le triangle, la roulette, la machine à calculer) ; un livre ouvert avec sur la page de gauche: « Le cœur a ses raisons que la ... » et en regard « Clermont 728. Puy de Dôme 640 »[3]. Ce monument fut retiré en 1997[4] ou 1998[5].

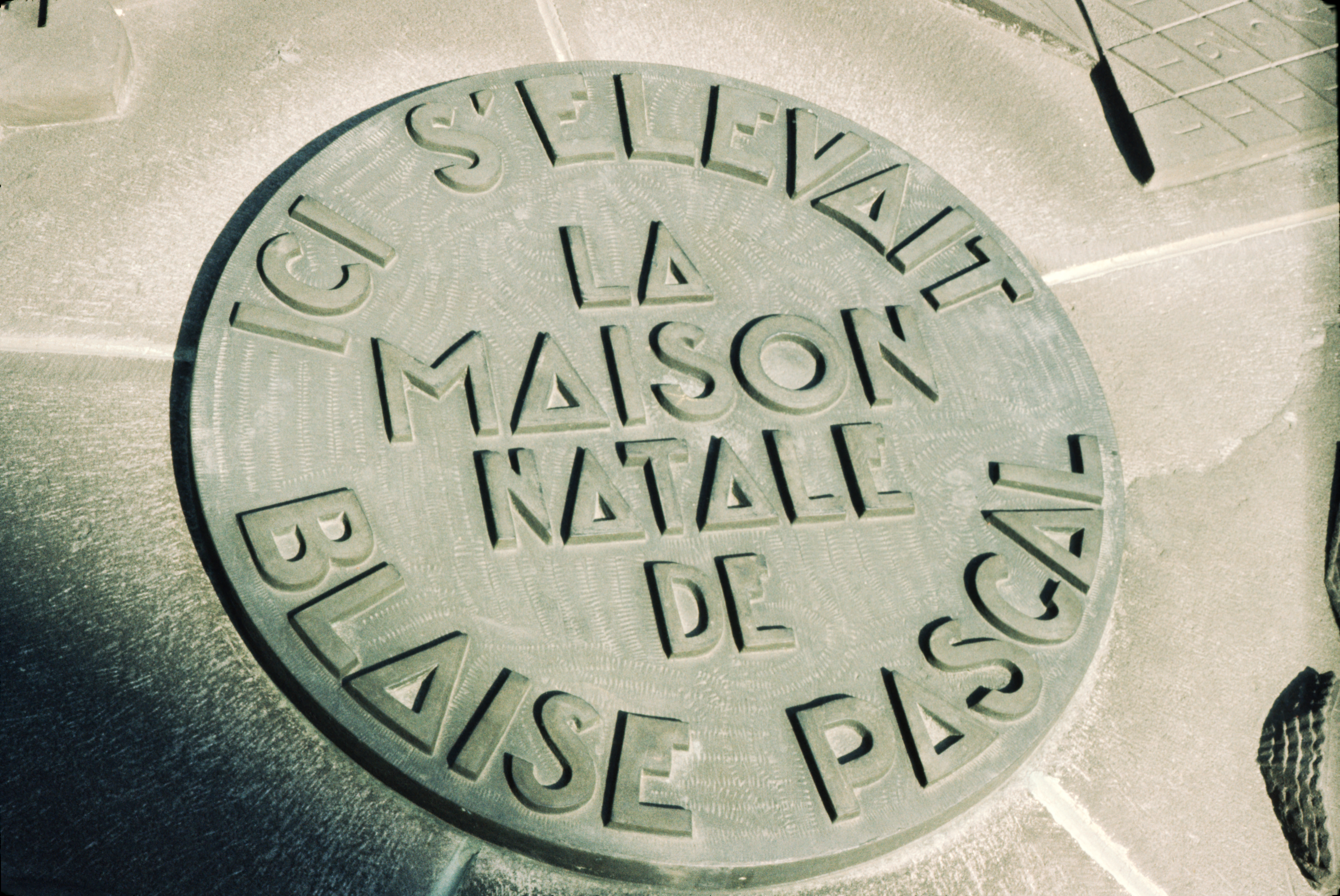
Monument rappelant l'emplacement de la maison natale de Blaise Pascal.
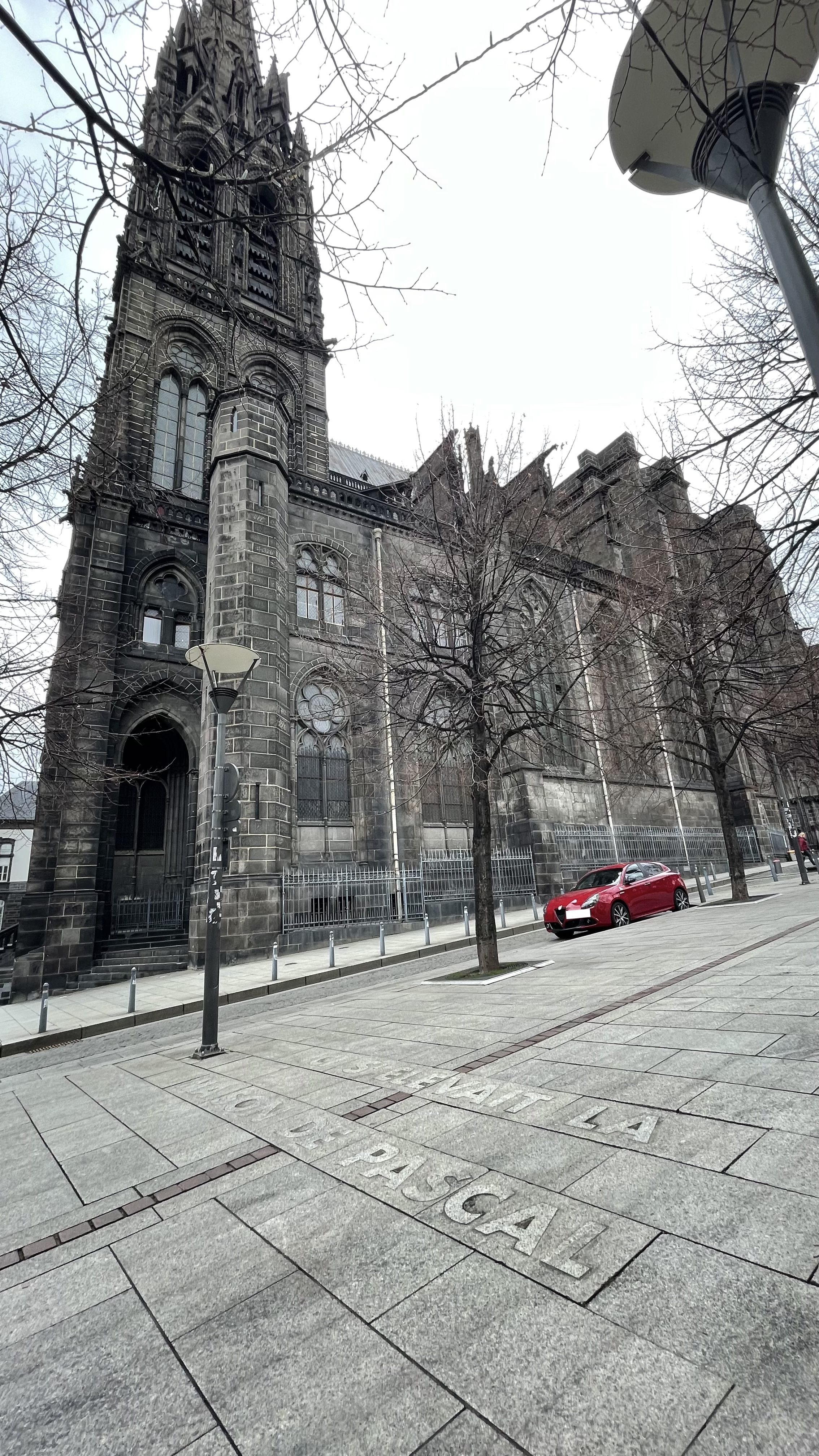
Ici s'élevait la maison de Blaise Pascal - inscription au sol